# Амбах (Франция)
Амбах (фр. Hambach) — коммуна на северо-востоке Франции, регион — Гранд-Эст, департамент — Мозель, округ — Саргемин (округ), кантон — (кантон) (до реформы — Саргемин-Кампань).

## Топонимика
- 1355 — Büghel Hagenbach bey Albe
- 1393 — Hambach
- 1400 — Trois Hambach
- 1444 — Hambach
- 1751 — le village des Trois Hambach
- 1771 — les deux Hambach
- 1779 — les Hambachs, Hambach et Petit Hambach
- 1793 — Hambach